# Krulmos-associatie
De krulmos-associatie (Funarietum hygrometricae) is een associatie uit het krulmos-verbond (Funarion hygrometricae). Het omvat eutrafente, door topkapselmossen gedomineerde vegetatie.

## Naamgeving en codering
| Funarietum hygrometricae Gams ex Von Hübschmann 1957 |

- Syntaxoncode voor Nederland (rVvN): r61Ba01

De wetenschappelijke naam Funarietum hygrometricae is afgeleid van de botanische naam van gewoon krulmos (Funaria hygrometrica), de belangrijkste kensoort van deze associatie.

## Ecologie
De krulmos-associatie is een eutrafente tot hypertrafente pioniervegetatie. Deze gemeenschap is aan te treffen op ruderale terreinen, recent afgeplagde voedselrijke bodems, brandplekken, kapvlakten, moestuinen, sedumdaken en plekken waar recent een stortplaats aanwezig was van plantaardig restmateriaal.

## Mycoflora
Een zeldzame schimmelsoort die een optimum bereikt in de krulmos-associatie is krulmosschijfje.

## Fotogalerij

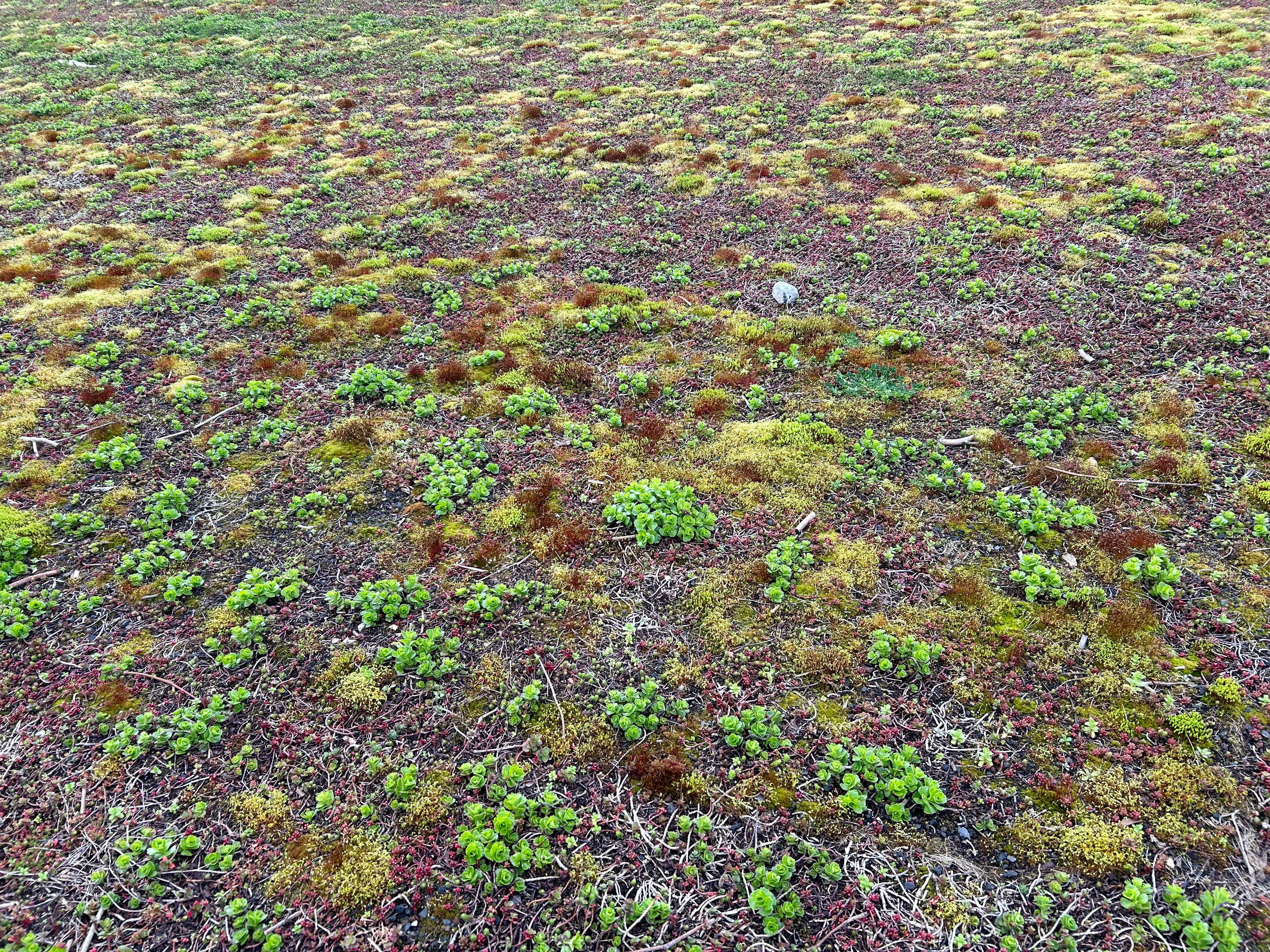
De associatie als inslagvegetatie in een sedumdak
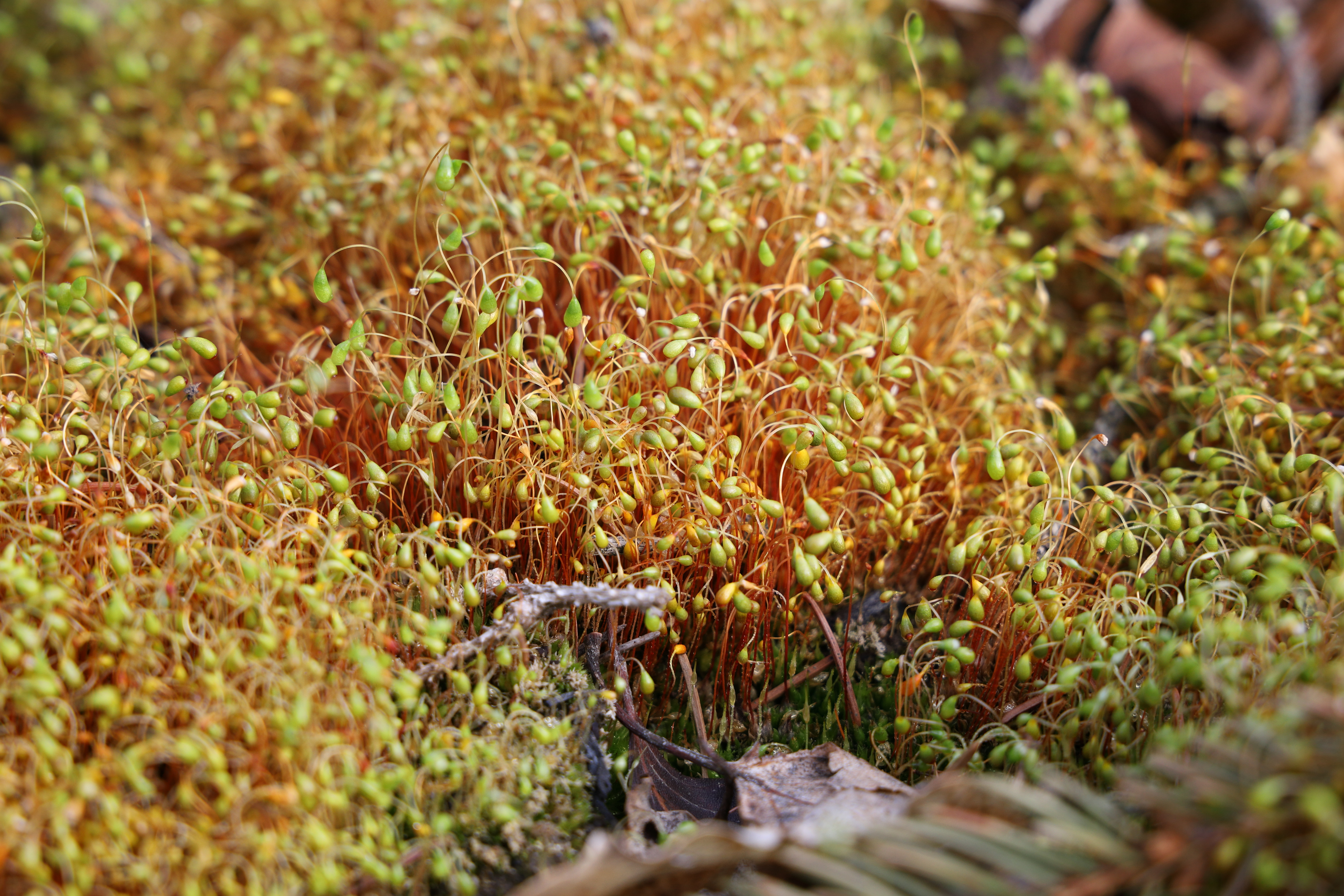
Een close-up van de associatie